# Julianna Barwick
Julianna Barwick es una compositora e intérprete  estadounidense que utiliza bucles electrónicos en sus composiciones. Su primer álbum, The Magic Place, fue publicado en 2011.

## Carrera musical
Su música está inspirada en su participación en coros en iglesias durante su infancia. Utiliza diversas tecnologías para componer bucles electrónicos, creados a partir de su propia voz, utilizando únicamente vocalizaciones.
Autoeditó su EP de debut, Sanguine, en 2006. Las canciones no tienen palabras, sino superposiciones vocales, percusión vocal, e improvisación.En el EP, Florine, utiliza una estación y un pedal de bucle para crear una repetición minimalista, acompañada de varias capas de voces y sintetizadores.En 2010, Barwick recibió el encargo de remezclar "Reckoner" de Radiohead. Durante el año siguiente, lanzó un álbum de música de improvisación, FRKWYS Vol. 6, con Ikue Mori.
Grabó su primer álbum de larga duración, The Magic Place, sobre un escenario de ensayo porque estaba insonorizado y contaba con un piano.El título del álbum (El lugar mágico) hace alusión a un árbol en la granja de su familia, que "era lo suficientemente grande y frondoso como para entrar arrastrándose en él y, una vez dentro, era como si el árbol contuviera habitaciones formadas por el tronco y las ramas". En 2012 formó el dúo Ombrecon Helado Negro y grabó el disco Believe You Me.
El título de su segundo álbum, Nepenthe, se inspiró en la muerte de un familiar. El título hace referencia a Nephentes, la "bebida del olvido", presente en la literatura griega antigua y en la obra de Edgar Allan Poe. El álbum cuenta con el cuarteto de cuerda Amiina y un coro de voces de chicas adolescentes.
La canción "Nebula", de su tercer álbum Will, se estrenó en 2016 en la emisora de radio estadounidense National Public Radio. El vídeo musical de la canción, dirigido por Derrick Belcham, se grabó en la histórica Casa de Cristal, diseñada por el arquitecto Philip Johnson.
El 20 de diciembre de 2019 publicó Circumstance Synthesis, y en julio de 2020, su cuarto álbum, Healing Is a Miracle.

## Discografía

### Álbumes de estudio en solitario
| Título               | Detalles | Posición máxima | Posición máxima |
| Título               | Detalles | US Heat.        | New Age Albums  |
| -------------------- | --- | --------------- | --------------- |
| The Magic Place      | - Publicado: 21 de febrero de 2011 - Discográfica: Asthmatic Kitty - Formatos: CD, LP, descarga digital, streaming | —               | 4               |
| Nepenthe             | - Publicado: 20 de agosto de 2013 - Discográfica: Dead Oceans - Formatos: CD, LP, descarga digital, streaming      | 25              | 3               |
| Will                 | - Publicado: 6 de mayo de 2016 - Discográfica: Dead Oceans - Formatos: CD, LP, descarga digital, streaming         | 21              | 3               |
| Healing Is a Miracle | - Publicado: 11 de julio de 2020 - Discográfica: Ninja Tune - Formatos: CD, LP, descarga digital, streaming        | —               | —               |

### Álbumes de estudio colaborativos
| Título                                                    | Detalles del álbum                                                                                            |
| --------------------------------------------------------- | --- |
| FRKWYS vol. 6 (con Ikue Mori )                            | - Publicado: 14 de junio de 2011 - Discográfica: RVNG Intl. - Formatos: LP, descarga digital, streaming       |
| Believe You Me (formando el grupo Ombre con Helado Negro) | - Publicado: 21 de agosto de 2012 - Discográfica: Asthmatic Kitty - Formatos: LP, descarga digital, streaming |

### EP
| Título                 | Detalles                             |
| ---------------------- | ------------------------------------ |
| Sanguine               | - Publicado: 2006                    |
| Florine                | - Publicado: 27 de abril de 2009     |
| Matrimony Remixes      | - Publicado: 4 de octubre de 2011    |
| Pacing                 | - Publicado: 5 de marzo de 2013      |
| Rosabi                 | - Publicado: 3 de junio de 2014      |
| Circumstance Synthesis | - Publicado: 20 de diciembre de 2019 |